# Çanakkale Dardanelspor
El Çanakkale Dardanelspor, llamado Çanakkale Dardanel Spor SAS por razones de patrocinio, es un equipo de fútbol de Turquía que juega en la Liga Súper Amadora, la sexta categoría de fútbol en el país.

## Historia
Fue fundado en el año 1966 en la localidad de Çanakkale con el nombre Çanakkalespor tras la fusión de los equipos Boğazspor, Türkgücü  y Kalespor; y su nombre viene de un tipo de atún que es abundante en la región. 
El club cambió su nombre por el actual en 1991, y en 1996 consiguen el ascenso a la Superliga de Turquía por primera vez en su historia luego de pasar vagando entre las ligas del país, tanto segunda categoría como en las ligas aficionadas de Turquía. 
El club estuvo por tres temporadas consecutivas en la Superliga de Turquía hasta que descendió en la temporada 1998/99 tras terminar en el lugar 17 entre 18 equipos, y posteriormente en 2006 desciende a la TFF Segunda División, y han pasado entre la segunda y tercera categoría desde entonces.

## Palmarés
- TFF Primera División: 1

1995/96

## Jugadores

### Jugadores destacados
| - Tolga Seyhan - Okan Koç - Mehmet Topal - Fevzi Elmas | - Gökhan Zan - Mehmet Yilmaz - Mehmet Cogum - Tamer Tuna | - Erman Özgür - Selçuk İnan - Hasan Kabze |

## Entrenadores
- Ali Beratlıgil (1975)